# Wirada punctata
Wirada punctata là một loài nhện trong họ Theridiidae.
Loài này thuộc chi Wirada. Wirada punctata được Eugen von Keyserling miêu tả năm 1886.

## Hình ảnh

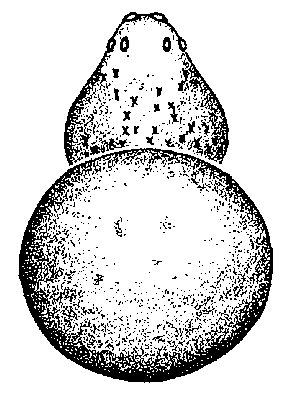